# Argile glaciomarine
 (juin 2020).
Les argiles glacio-marines sont des formations argileuses situées dans les pays nordiques (Canada, Norvège, Russie, Suède, Finlande et États-Unis), particulièrement sujettes aux glissements de terrain. D'autres affleurements, plus rares, peuvent exister à travers le monde.

## Terminologie
De par leur capacité à provoquer soudainement des glissements de terrain, les argiles glaciomarines sont appelées « quick clay » par les géologues.
Au Canada, les argiles glaciomarines sont connues sous le nom d'« argile de Leda » et stratigraphiquement désignées sous le vocable de « formation de la mer de Champlain ». En Norvège, elles sont désignées sous le terme de « Kvikkleire ».
Ces formations se trouvent, principalement, dans les pays du Nord : Russie, Canada (vallée de l'Outaouais, vallée du Saint-Laurent et du Saguenay), Norvège, Suède, Finlande...

## Rhéologie
Lorsque la formation argileuse est saturée en eau de pluie (tandis qu'auparavant, elle était saturée en eau de mer), les contraintes appliquées (à la suite de l'érosion, de travaux de génie civil, ...) peuvent entraîner une modification des propriétés physiques et mécaniques du matériau passant soudainement du comportement d'un solide à celui d'un fluide visqueux. C'est ce que l'on appelle le phénomène de liquéfaction. La résistance au cisaillement de ce type d'argile est moindre que lors de son séjour en milieu marin en raison de la diminution de la force ionique de l'eau interstitielle qui affecte la cohésion entre les particules argileuse.
Ces dépôts argileux se forment en milieu marin et donc en conditions de salinité élevée. Dans l'eau de mer (~ 35 g NaCl / L), la charge positive des cations (tels que Na+) est capable de neutraliser, ou d'atténuer, la répulsion électrostatique entre les particules d'argiles chargées négativement. Ces dépôts argileux d'origine marine ont subi un phénomène de subsidence lors de la fonte glaciaire à la suite du rebond isostatique à la fin du Pléistocène. Une fois les dépôts argileux exondés, les sels qu'ils contenaient ont été progressivement lessivés par l'eau de pluie et les infiltrations. Les modifications induites à la double couche électrique des minéraux argileux ont déstabilisé la structure des agrégats argileux.
Avec les contraintes de la gravité et des forces de cisaillement (résultant notamment des frottements entre la roche-mère et ces sols superficiels), la modification de la distribution des charges électriques autour des minéraux argileux permet la déformation de la structure des agrégats de particules argileuses. Ces phénomènes physico-chimiques relatifs à la double couche électrique des minéraux argileux sont cependant de nature réversible, car si l'on augmentait à nouveau la salinité de l'eau interstitielle de ces argiles lors d'essais de laboratoire, elles pourraient retrouver une structure plus stable.
En absence d'étude de stabilité des sols avant d'autoriser une construction, ces dépôts argileux instables passent parfois inaperçus, car ils sont recouverts d'une couche de sol végétal. Bien que ces dépôts soient capables de résister à des précipitations normales ou à de très petits séismes, une sollicitation plus importante peut déclencher un glissement de terrain à la suite du phénomène de liquéfaction. Ces glissements sont d'autant plus importants que la pente du terrain est forte. Ces dépôts argileux instables sont la cause de nombreux glissements de terrain mortels. Au Canada, plus de 250 glissements de terrain ont été cartographiés. Certains sont probablement liés à des tremblements de terre.

## Formation des argiles glacio-marines
Il y a environ 20 000 ans, la glaciation du Pléistocène fait reculer le niveau marin. Cela a conduit à une forte érosion des continents et les dépôts conduisent à des formations de limons et d'argiles dans le milieu marin. Ce type de formation peut floculer et ces anciens sols ont été comme collés par l'eau de mer.
Avec la fonte des glaciers, la masse terrestre s'élève par rebond post-glaciaire et les argiles glaciomarines sont exposées à l'air libre, tandis que la végétation s'y développe. L'infiltration d'eau de pluie, permise par une présence suffisante de limons (sédiments plus perméables que les argiles) engendre une déformation des sols, alors même que l'eau de mer est lessivée.

## Catastrophes
Ces formations glacio-marines font l'objet de caractérisation par des bureaux d'études spécialisés. En Norvège notamment, c'est depuis le glissement de Rissa en 1978 que ces formations sont cartographiées et que des mesures en matière d'urbanisme ont été édictées.
Quelques exemples de glissements de terrain de ce type : 
- Gauldalskredet en 1345[5], démontré par une étude en 2001, et qui fut la plus grande catastrophe naturelle en Norvège avec 500 morts.
- En 1702, un glissement de terrain a détruit presque toutes les traces de la ville médiévale de Sarpsborg en Norvège, tuant 15 personnes et 200 animaux.
- Le 19 mai 1893, un glissement de terrain à Verdal, en Norvège, a tué 116 personnes et détruit 105 fermes. Il a laissé un cratère de plusieurs kilomètres de diamètre.
- Le glissement de terrain le plus désastreux qui a touché l'Amérique du Nord s'est produit en 1908, lorsqu'un glissement dans la Rivière du Lièvre a propulsé une vague d'eau glacée dans Notre-Dame-de-la-Salette, au Québec, causant 33 morts et la destruction de 12 maisons.
- Le 20 octobre 1924 à Gjerdrum en Norvège, un glissement de terrain a tué 2 personnes et détruit plusieurs fermes.
- En 1955, un glissement de terrain a touché une partie du centre-ville de Nicolet, au Québec, causant 10 millions de dollars canadiens de dommages[6].
- Le 4 mai 1971, un glissement de terrain régressif à Saint-Jean-Vianney, au Québec [7] a englouti 40 maisons et fait 31 morts, entraînant la relocalisation de toute la ville lorsque le gouvernement a déclaré la zone inhabitable en raison de la présence d'argile de Leda.
- La catastrophe de Saint-Jean-Vianney a aussi conduit à l'abandon de la ville de Lemieux, en Ontario, en 1991, après qu'une étude de 1989 a montré qu'elle se trouvait sur le même type d'argile le long de la rivière Nation Sud. En 1993, ces résultats ont été confirmés lorsque la rue principale de la ville abandonnée a été engloutie par un énorme glissement de terrain de 17 hectares[8].
- Un autre fluage connu d'argile rapide à Rissa, en Norvège, en 1978 a causé un mort à la suite de la liquéfaction d'environ 33 hectares (82 acres) de terres agricoles et leur écoulement dans le lac Botn en quelques heures. Le glissement de Rissa a été filmé par des résidents locaux et un documentaire a été réalisé à ce sujet en 1981[9].
- Le 11 mai 2010, de l'argile rapide a coûté la vie à une famille vivant à Saint-Jude, au Québec, lorsque le terrain sur lequel leur maison était construite a soudainement chuté vers la rivière Salvail. Le glissement de terrain a été si soudain que les membres de la famille sont morts là où ils étaient assis; ils regardaient un match de hockey sur glace à la télévision[10].
- Le 2 février 2015, un glissement de terrain a détruit un pilier du pont de Skjeggestad en Norvège. Le glissement de terrain a été provoqué par des travaux de terrassement à proximité.
- Le 3 juin 2020, huit bâtiments ont été emportés par la mer à la suite d'un glissement de terrain à Kråkneset dans la municipalité d'Alta en Norvège. Le glissement de terrain a été filmé par un résident. Il n'y a eu aucune victime et un chien a été sauvé de la mer[11].
- Le 30 décembre 2020, une partie d'une zone d'habitation a été balayée par un glissement de terrain à Ask (Viken) dans la municipalité de Gjerdrum en Norvège, à 25 km au nord-est de la capitale Oslo[12]. Un glissement de terrain d'argiles glacio-marines affectant une surface de 300 m par 700 m s'est produit soudainement, emportant neuf bâtiments et tuant dix personnnes[13].

Il a été démontré que les glissements de terrain sont régressifs, c'est-à-dire qu'ils commencent à la base puis progressent vers le haut avec une vitesse plutôt faible. Cela n'empêche pas que des glissements rapides peuvent se produire à grande vitesse. Ils sont connus pour pénétrer des kilomètres à l'intérieur des terres et de tout dévaster sur leur passage.
En matière d'urbanisme, ces formations argileuses sont systématiquement recherchées. Lorsque l'on ne peut faire autrement que de construire par dessus, des techniques particulières de génie civil doivent être mises en œuvre. Ainsi, la route 416 en Ontario a été construite en remblais composés de matériaux légers comme du polystyrène ainsi que des drains verticaux tandis que des tertres ont été installés afin de limiter les interactions entre l'eau de pluie, les eaux souterraines et les argiles.

### Littérature
- Ivan Th. Rosenqvist (1953). Investigations into the clay – electrolyte – water system. Norges Geotekniske Institutt. Publikasjon nr. 9, 1953.
- G. W. Brindley & G. Brown (1980). Crystal Structure of Clay Minerals and their X-Ray Identification. Mineral Society London.